# Pivovar Uherský Brod
Pivovar Uherský Brod (dříve Pivovar Janáček) je pivovar založený v roce 1894 v Uherském Brodě, jehož vlastníkem je pivovarská skupina Pivovary Lobkowicz Group. V červenci 2020 v něm výrobu ukončil a produkci přesunul do sesterského závodu v Černé Hoře.

## Historie
Pivovarnická historie v Uherském Brodě má dlouholetou tradici. Tento pivovar byl ale založený až roku 1894, kdy ho založil jako konkurenci prvního panského pivovaru sládek František Bedřich Janáček (podle něj dřívější název pivovaru). Ten pivovar zmodernizoval a o postupně vytlačil všechny pivovary v okolí. V roce 1921 přebírá vedení Jaromír Janáček, který ho vede až do znárodnění pivovaru v roce 1948. Nadále ale vykonával funkci správce až do své smrti v roce 1951. V roce 1961 vznikají Jihomoravské pivovary a pivovar Uherský Brod je k nim připojen. V roce 1993 získali zpět pivovar potomci původního vlastníka. Dne 28.3.1995 se změnil na Pivovar Janáček a.s., jejíž akcie byly odprodány firmě Delta a.s. z Uherského Hradiště, která se dne 25.4.1995 stala majitelem pivovaru. V roce 2009 odkoupil pivovar Pivovary Lobkowicz Group,a.s, jehož akcie vlastní firma Lapasan, v níž drží většinový podíl čínská společnost CEFC. V roce 2012 byl pivovar Janáček přejmenován na pivovar Uherský Brod, kvůli časté záměně Františka Bedřicha Janáčka se skladatelem Leošem Janáčkem. V roce 2020 byla výroba přesunuta do sesterského pivovaru v Černé hoře.

## Piva

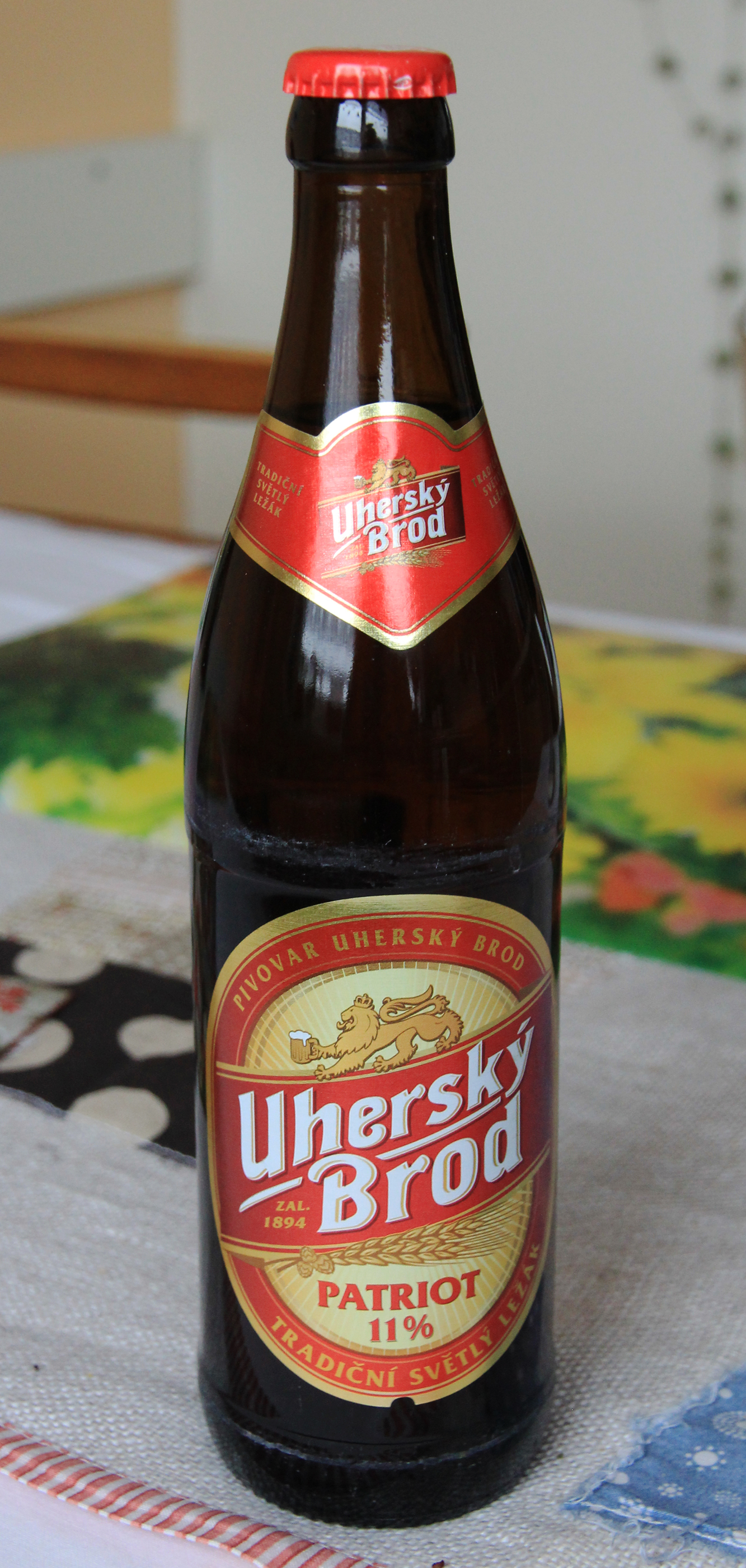
Lahvové pivo Patriot 11°

### Současně vařená piva
- Perun – Je světlé výčepní pivo s 3,9 % alkoholu
- Patriot – Je světlý ležák s 4,5 % alkoholu
- Premium – Je světlý ležák s 4,8 % alkoholu

### Dříve vařená piva
- Dukát – 3,6 % alkoholu
- Patriot kvasnicový – 4,6 % alkoholu
- Patriot tmavý – 4,5 % alkoholu
- Premium – 12°; 5,0 % alkoholu
- Comenius – 14°; 6,0 % alkoholu. Speciál s nádechem medu a karamelu. Pojmenováno po otci J. A. Komenského, který byl členem cechu pivovarníků v Uherském Brodě.
- Kounic – 4,6 % alkoholu. Ležák vídeňského typu.
- Kounic kvasnicový – 4,6 % alkoholu